# Johann Georg Zimmermann (Postkommissar)

J. G. Zimmermann

Johann Georg Zimmermann (* 18. Juni 1680 in Wittenberg, Kurfürstentum Sachsen; † 16. August 1734 ebenda) war ein sächsisch-deutscher Postkommissar. Er ging als Ehemann der Wittenberger Giftmischerin in die Geschichte ein.

## Leben
Johann Georg Zimmermann wurde als Sohn des Geleitsamtsverwalters Johann Balthasar Zimmermann und seiner Frau Magdalene Sybille (geb. Leiste) am 18. Juni 1680 in Wittenberg geboren. Da sein Vater verstorben war, erhielt er kostenlos eine Ausbildung an der Universität Wittenberg, wo er am 19. Oktober 1685 aufgenommen wurde. Nach einem juristischen Studium an dieser Universität ging er als Kandidat beider Rechte 1710 nach Dresden und kam 1714 nach Wittenberg, wo er eine Beamtenstelle als Amtsschreiber und als Vertretung des verstorbenen Schwagers das Amt des Rentamtvorstehers übernahm. Am 26. April 1715 übernahm er das Postmeisteramt in Wittenberg und wurde 1717 durch königlichen Erlass zum Postkommissar ernannt. Am 15. März 1721 wurde er zum Königlichen kurfürstlichen Geleits- und Accisekommissar ernannt und als Straßenbaumeister im Kurkreis Sachsen bestellt. Im Oktober 1721 übernahm er die Steuerverwaltung des Kurkreises. Obwohl seine eigene Entwicklung ein ausreichendes Potential zur Persönlichkeit bereithält, erfuhren insbesondere seine familiären Unwägbarkeiten eine literarisch häufig interpretierte Betrachtung. Bereits zu seinen Lebzeiten wurde diese Angelegenheit überregional diskutiert und ging letztlich als „Die Tragödie im Hause Zimmermann“ in die Geschichte ein.

## Die Tragödie

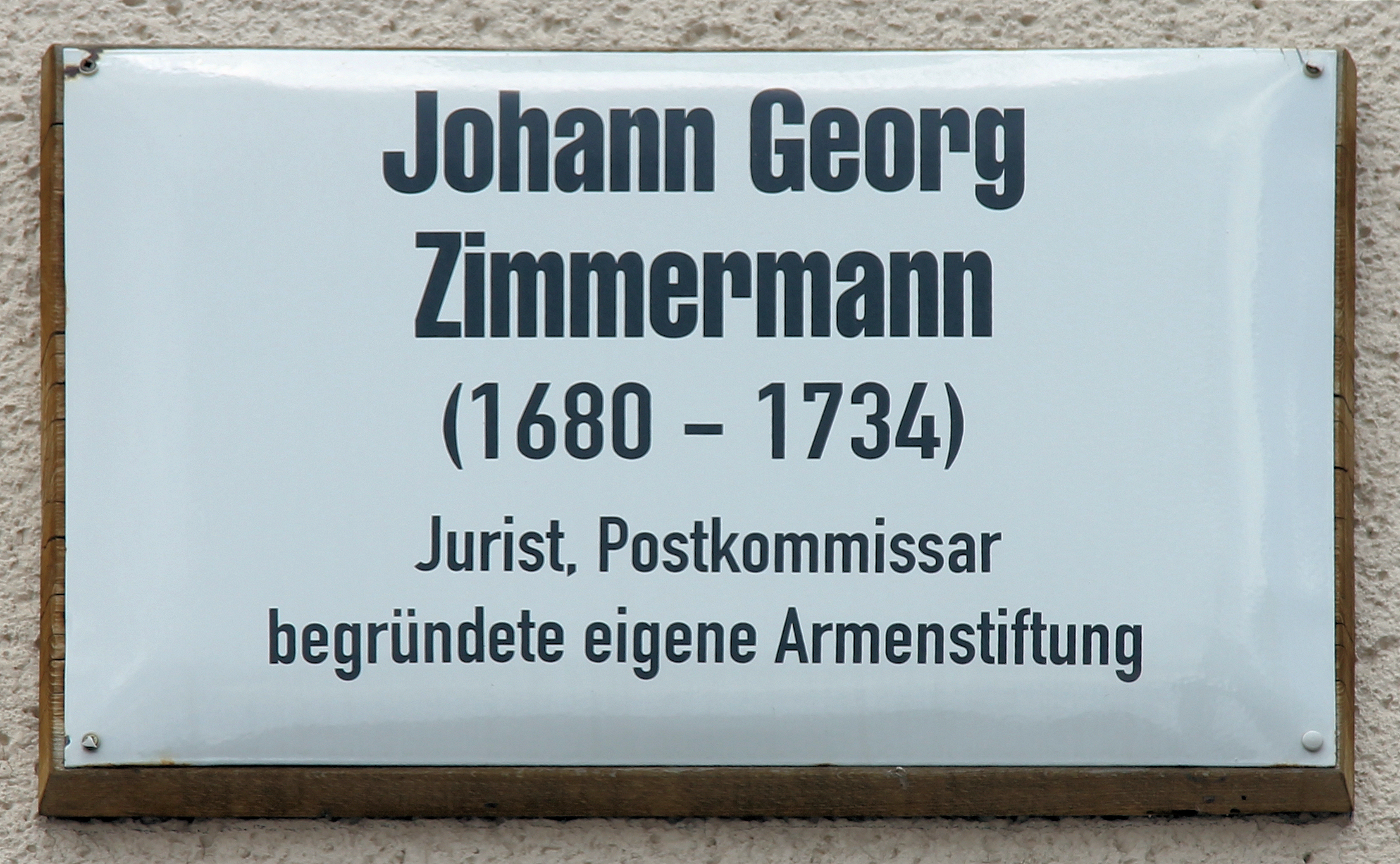
Gedenktafel am Haus Markt 18, in der Lutherstadt Wittenberg

Am 23. September 1717 heiratete Zimmermann die reiche Witwe Sophie Elisabeth Wolff (geb. Conradi) aus Leipzig, die eine Stieftochter Wilhelmine Elisabeth Wolff mit in die Ehe brachte. Aus dieser Ehe gingen 3 Söhne hervor: Johann August (21. Juli 1718), Karl Ludwig (16. Dezember 1719) und Johann Balthasar Gottlieb (30. Mai 1722).
Als seine erste Frau am 23. Mai 1724 starb, suchte Zimmermann seinen Kindern eine neue Mutter. So heiratete er in zweiter Ehe am 13. Februar 1725 die Witwe Christiane Rosine Blechschmidt. Sie starb auch zeitig im Wochenbett am 4. Mai 1726, so dass sich Zimmermann abermals auf die Suche nach einer neuen Mutter für seine Kinder begeben musste. Auf Vermittlung seiner Schwiegermutter lernte er Susanne Hoyer, die Witwe des Rittmeisters Johann Bergmann aus Pegau, kennen. Diese war in Waldkirchen im Erzgebirge, als Tochter des Müllers Caspar Hoyer, geboren und ebenfalls zweimal verwitwet. Sie heirateten am 18. Februar 1727 in Wittenberg.
Als Zimmermann acht Tage nach der Hochzeit eine Dienstreise machte, fand er bei seiner Ankunft seinen jüngsten Sohn Balthasar mit Erbrechen und Leibschmerzen im Bett liegend. Nach zwei Tagen traten Krämpfe bei demselben auf, und am 4. März war er tot. Als seine Frau Susanne Hoyer von einer Besuchsreise Maultaschen mitbrachte, übergab sie dem ältesten Sohn eine derselben. Diese aß er aber nicht, sondern schenkte sie dem Kindermädchen, das nach deren Genuss starb. Als Nächstes traten Vergiftungserscheinungen, hervorgerufen durch Purganz, bei der Stieftochter Zimmermanns auf, die nach 17-tägigem Krankenlager an den Folgen der Vergiftung verstarb. Das nächste Opfer war der älteste Sohn August. Am 24. Juli 1727 hatte sie ein Gift („Mercurium sublimatum“) mit Tee verabreicht, woran der Junge bis Mittag verstarb. Jetzt wurde der Hausarzt misstrauisch. Jedoch konnte Susanne Hoyer durch ihr Treiben jegliche Untersuchungen an dem Leichnam des Jungen verhindern.
Am 12. August traten dann auch Vergiftungserscheinungen bei dem letzten verbliebenen Sohn, Carl Ludwig, auf. Zimmermann zog nun seinen Schwager Abraham Vater hinzu. Nach einigen Besprechungen wurden die Sachen der Frau auf Anraten des Hausarztes durchsucht und ein arsenhaltiges Pulver gefunden. Obwohl es offensichtlich war, dass die Frau über giftige Mittel verfügte, nahm man die Ursachenklärung nicht mit aller Konsequenz wahr. Dem letzten verbliebenen Kinde von Zimmermann ging es immer schlechter, so dass es am 5. September, nach dreiwöchigem Krankenbett von seinen Qualen durch den Tod erlöst wurde. Bei der anschließenden Sezierung durch Abraham Vater wurde einwandfrei der Tod durch Vergiftung bestätigt. Als man eine gerichtliche Untersuchung einleitete, stellte man fest, dass Zimmermanns dritte Frau Susanne Hoyer auch ihre beiden ersten Ehemänner sowie die Schwägerin ihres Bruders, des Königlich Polnischen Hofmalers David Hoyer, umgebracht hatte und gedachte, auch Johann Georg Zimmermann aus dem Weg zu räumen. Im Gerichtsurteil vom 5. Januar 1728 des Schöppenstuhl zu Leipzig wurde sie dazu verurteilt, geschleift und gerädert zu werden. Am 26. Oktober 1728 wurde das Urteil vor dem Wittenberger Rathaus vollzogen. Die bei der Hinrichtung abgefallene Hand der Giftmischerin befindet sich heute noch in den städtischen Sammlungen der Lutherstadt Wittenberg.

## Nachwirkung
Innerlich ein einsamer Mann geworden, dessen Leben durch die Schande, die seine Frau über das Haus gebracht hatte, verwirkt schien, verfasste er am 30. Januar 1733 sein Testament in Belzig. Darin legte er fest, dass sein ganzes Vermögen für die Erziehung und Versorgung unbemittelter Waisen eingesetzt werden solle und beauftragte die Stadt Wittenberg mit der Durchführung. Die Stadt legte das Geld der Stiftung in Grundstücken an und konnte von den Erträgen der Zimmermannschen Breite viele Jahre die Bedürfnisse der Fürsorge armer Waisen über das gesetzliche Maß hinaus bestreiten. Auf dem einstigen Gebiet der Zimmermannschen Breite legte man die Zimmermannstraße in Wittenberg an. Als gebrochener Mann starb Johann Georg Zimmermann am 16. August 1734 in Wittenberg. Die Stadt Wittenberg errichtete auf dem Friedhof links der Dresdner Straße einen Grabstein zum Gedenken an ihn. In den städtischen Sammlungen der Lutherstadt Wittenberg befinden sich heute noch zwei Ölgemälde von ihm.